# Fântânele (gmina w okręgu Jassy)
Fântânele – gmina w Rumunii, w okręgu Jassy. Obejmuje tylko jedną miejscowość Fântânele. W 2011 roku liczyła 2138 mieszkańców.